# Mecardonia berroi
Mecardonia berroi là một loài thực vật có hoa trong họ Mã đề. Loài này được Marchesi mô tả khoa học đầu tiên năm 1975.